# Četiri Horusova sina
Četiri Horusova sina su bili bogovi zaštitnici mumija, a pomagale su im moćne božice. Horusovi su sinovi Imset, Duamutef, Hapi i Kebehsenuef. Božice koje su im pomagale su bile Izida, Neftis, Neit i Selkis. Majka tih sinova je Izida, ili Hathor. Likovi četvorice bogova su se često nalazili na kanopama. Kanope su posude u koje su se stavljali svi unutarnji organi, osim srca jer je ono za Egipćane predstavljalo središte misli i osjećaja.

## Opisi bogova
Imset ima ljudsku glavu. On je bog juga i zaštitnik jetre. Štitila ga je Izida, koja je majka četvorici bogova, što je bizarno jer im je Horus otac. Ipak, možda im je majka Hathor, jer je postojala svčanost vjenčanja Horusa i Hathor. Izida je pomagala Imsetu tako da je štitila nožni dio mrvatčkog kovčega. Duamutef ima glavu šakala, pa podsjeća na Anubisa, s kojim je u rodu (Anubis mu je stric). Bog je istoka, zaštitnik trbuha. Štiti ga Neit, božica ratovanja. Hapi ima glavu majmuna, babuna. Bog je sjevera, zaštitnik pluća. Štiti ga Neftis, koja čuva glavu mrtvaca. Hapi se često miješa s Hapyjem, bogom Nila i voda. Kebehsenuf ima glavu jastreba, pa podsjeća na svog oca, zato što su sokol i jastreb srodne ptice grabežljivice. Bog je zapada, čuvar crijevnih organa, štiti ljude od crijevnih bolesti.

## Vanjske poveznice
|  | Zajednički poslužitelj ima još gradiva o temi Četiri Horusova sina |